# بيتار جينتشيف
بيتار جينتشيف (بالبلغارية: Петър Генчев)‏ هو لاعب كرة قدم بلغاري في مركز قلب الدفاع، ولد في 29 مارس 1998 في بورغاس في بلغاريا. لعب مع سبتمفري صوفيا.

## وصلات خارجية
- بيتار جينتشيف على موقع قاعدة بيانات كرة القدم.إي يو (الإنجليزية)
- بيتار جينتشيف على موقع Soccerway.com (الإنجليزية)